# 卡波西肉瘤
卡波西肉瘤（Kaposi's sarcoma）是人類皰疹病毒第八型（HHV8）引起的腫瘤，也被稱為卡波西氏肉瘤皰疹病毒（KSHV）。它最初是由莫里茨·卡波西（Moritz Kaposi）描述，他於1872年在維也納大學擔任皮膚科醫生 。
在1980年代，它被界定為愛滋病的併發症。1994年，科學家發現病毒將引起癌症。雖然卡波西氏肉瘤現在公認由病毒感染引起，但是人們普遍缺乏這種意識。